# Curcuma latiflora
Curcuma latiflora là một loài thực vật có hoa trong họ Gừng. Loài này được Theodoric Valeton mô tả khoa học đầu tiên năm 1913. Mẫu định danh loài: G.M. Versteeg 1740 và L.S.A.M. von Römer, thu thập ở cao độ 60-70 m gần Alkmaar (tọa độ khoảng 4°39′53″N 138°42′51″Đ / 4,66472°N 138,71417°Đ).

## Phân bố
Loài này có tại khu vực ven sông Noord (sông Lorentz), tỉnh Papua (Tây New Guinea), Indonesia.

## Mô tả
Lá thuôn dài và hình trứng nhọn, đầu nhọn hiếm khi dài, cuống lá nhẵn nhụi. Cụm hoa ở giữa. Lá bắc hoa ở dưới màu lục nhạt, hình trứng ngược tù hoặc mép khía răng cưa, dài 3,5 cm, ở trên dài hơn và nhọn, lá bắc mào hình mác nhọn dài 5 cm, rộng 1,5 cm, màu tía nhạt-hồng, phần lưng tại đỉnh có lông tơ. Cụm hoa dài 14 cm, rộng 6 cm, cuống cụm dài 14 cm. Hoa hơi nhỏ. Toàn bộ hoa dài 4 cm. Đỉnh bầu nhụy có lông nhỏ. Đài hoa 2 thùy thuôn tròn gờ ngắn rậm lông, thùy bên hình mác thuôn dài, trên 1,2 cm. Ống tràng ngắn, 1 cm, họng to. Thùy lưng hình trứng rộng, dài và rộng 1,3 cm, nắp nhỏ nhẵn nhụi, các thùy bên thuôn dài, nhỏ. Cánh môi rộng hơn dài, dài 1 cm, rộng 1,8 cm, thùy giữa rộng 1 cm, giữa có khía răng cưa, các thùy bên thuôn tròn rộng. Nhị lép hình trứng ngược rộng, dài rộng 1 cm, đôi khi có khía răng cưa. Chỉ nhị ngắn, rộng 0,5 cm và dài 0,4 cm. Bao phấn có cựa hẹp, mô vỏ bao phấn 2 lần ngắn hơn. Phần phụ liên kết khó thấy.